# UTC+09:00
UTC+9 est un fuseau horaire, en avance de 9 heures sur UTC.

## Zones concernées

### Toute l'année

Carte des fuseaux horaires en Indonésie (partie rouge).

UTC+9 est utilisé toute l'année dans les pays et territoires suivants :
- Corée du Nord[1] ;
- Corée du Sud (Korea Standard Time (KST) ou Heure normale de Corée du Sud).

- Japon (Japan Standard Time (JST) ou Heure normale du Japon) ;
- Palaos.

- Russie (zone 8) :
  -  Oblast de l'Amour ;
  -  Sakha (partie occidentale) ;
  -  Kraï de Transbaïkalie.
- Timor oriental.

- Indonésie (est) :
  - Moluques ;
  - Nouvelle-Guinée occidentale.

### Heure d'hiver (hémisphère nord)
Aucune zone n'utilise UTC+9 pendant l'heure d'hiver dans l'hémisphère nord et UTC+10 à l'heure d'été.

### Heure d'hiver (hémisphère sud)
Aucune zone n'utilise UTC+9 pendant l'heure d'hiver dans l'hémisphère sud et UTC+10 à l'heure d'été.

### Heure d'été (hémisphère nord)
Aucune zone n'utilise UTC+9 pendant l'heure d'été dans l'hémisphère nord et UTC+8 à l'heure d'hiver.

### Heure d'été (hémisphère sud)
Aucune zone n'utilise UTC+9 pendant l'heure d'été dans l'hémisphère sud et UTC+8 à l'heure d'hiver.

## Géographie
À l'origine, UTC+9 concerne une zone du globe comprise entre 127,5° et 142,5° et l'heure initialement utilisée correspondait à l'heure solaire moyenne du 135e méridien est (référence supplantée par UTC en 1972). Pour des raisons pratiques, les pays utilisant ce fuseau horaire couvrent une zone plus étendue.
En Indonésie, UTC+9 porte le nom de Waktu Indonesia Timur (heure d'Indonésie orientale, abrégé en WIT). Au Japon, 日本標準時 (heure standard du Japon, ou Japan Standard Time, abrégé en JST). En Corée du Sud, 한국 표준시 (heure standard de Corée, ou Korean Standard Time, abrégé en KST). En Russie, Иркутское время, (Irkutsk Time, ou heure d'Irkoutsk, abrégé en IRKT).